# ジャン＝デニス・デレトラズ
- ジャン＝ドニ
- ジャン＝デニ

- デルトラズ
- デレトラーズ
- ドゥレトラーズ

ジャン＝デニス・デレトラズ（Jean-Denis Delétraz, 1963年10月1日 - ）は、スイス・ジュネーヴ出身の元レーシングドライバー。1994年と1995年にF1世界選手権に出走した。息子はレーシングドライバーのルイ・デレトラズ。
メディアによっては「ジャン＝ドニ・デレトラズ」「ジャン＝デニ・デレトラーズ」と表記されることもある。

## 経歴

### 生い立ち
スイスの銀行家を父に持つ非常に裕福な家庭に生まれ、上流階級の子息としてベストな学校での教育を受け、最高級の洋服しか着たことが無いような環境で育った。運転免許を取得すると、高額なスポーツカーもすぐに買ってもらえるなど、欲しいものはなんでも手に入れることが出来ていた。

### 初期のレースキャリア
子供のころからモーターレーシングへの興味は強かったが、20歳になるまでは両親からの許可が下りなかった。1983年、父からサーキット走行の許可が下り、フランスでレーシングスクールに入る。そのスクールで「君には才能がある」と言われたことが嬉しかったため、レースに夢中になってしまったと述べている。
1984年フランス・フォーミュラ・フォード1600に参戦を開始。レースに出ることを決めたときも、親からの支援を受け充分な資金に恵まれていた。1985年のフランス・フォーミュラ・フォードでは2度の優勝を挙げランキング3位となった。
1986年からフランスF3にステップアップし、1987年にはポイントを獲得し選手権14位にランクされる。

### F3000
1988年から国際F3000選手権にステップアップし、シーズン後半にGDBAモータースポーツでオリビエ・グルイヤールのチームメイトとしてシートを得た。88年はデレトラズのキャリアハイと言える成績で、シーズン終盤に2度の3位表彰台を獲得した。
1991年まで4シーズン国際F3000に出走したが、話題となるのはそのレース成績ではなく、サーキットまでの足としてフェラーリ・テスタロッサやベントレー・ターボRのような超高級車に乗って現れるその「華やかな」ライフスタイルについての記事や、スピード違反でフランスの警察に検挙されたときに記録された時速260kmという数値が、フランス警察史上、最高速度記録だったという記事で世間を賑わせたことだった。
1992年からフランス・ツーリングカー選手権に参戦し、1994年はSEATワークスチームのドライバーとして契約したが、最高位はノガロでの5位、ランキングは13位だった。同年はポルシェ・スーパーカップにも参戦。

### F1
1994年のF1最終戦オーストラリアGPで資金不足に苦しんでいたラルースにスポンサー（フランク・ミュラー）を持ち込みシートを獲得、F1デビューを果たすも、6年前に国際F3000で表彰台に乗った事しか実績が無かったため「スーパーライセンスが与えられたのが不思議だ」とも報じられた。予選は25位で、同じマシンに乗る野田英樹から2秒遅れのタイムだった。決勝ではスタート直後から終始最後尾を走り、トップグループと比較して1周6秒遅いラップタイムで走行。トップ集団から10回も周回遅れにされつつ走り続けたが57周目にギアボックスを壊しリタイアした。このレースをBBCで解説していたジョナサン・パーマーは、「才能よりお金を持っている人がシートを手に入れるとこういうことが起きてしまうという最も悪い例だ。彼は車をコース路上に置いたままにしている（と思えるほど遅い）。これはグランプリにとって大きな問題だ」と述べた。
翌1995年はマクラーレン・F1 GTRでファビエン・ジロイ、オリビエ・グルイヤールと組みル・マン24時間レースに初出場。夏以降は前年同様に資金不足のF1チームからの出走を模索し、パシフィックのシート獲得交渉に成功。シルバーストン・サーキットでのテスト走行を経て、第13戦ポルトガルGPと第14戦ヨーロッパGPに出走した。ポルトガルでは予選最後尾となる24位からスタートし、15周目に左腕の筋肉痙攣を理由にリタイア。続くヨーロッパGPでは予選最後尾から15位でチェッカーを受け、F1で初となる完走を果たしたが、優勝したミハエル・シューマッハから7周遅れとなり、加えてシューマッハから周回遅れにされる際にマシンを左右に動かすステアリング動作を見せたため、BBC実況担当のマレー・ウォーカーには「彼は一体何をしているのか?」と述べられる始末だった。デレトラズはレース後のピットで「次のレースではもっと上を目指すよ」と自らの完走を祝い、「1996年のF1参加をつかめる良い機会にする」と、以降のグランプリへの抱負を語っていたが、これ以後F1グランプリに参戦する機会は無かった。その理由は、スーパーライセンスを取り消されたという説も報じられた。
また、レース業界内で「デレトラズと言えば、未払いの負債である。約束のマネーが支払われない」と言う悪評が広まっており、その件についてパシフィックのオーナーであるキース・ウィギンズが電話やファクシミリを送っても音信不通で応答しないなど、業界での信用を失っていたことも原因となった。デレトラズは交渉の際には決まって「私にはフランク・ミュラーがスポンサーとして付いている。大きな金額を用意できる」と主張しレースシートを得ていたが、実際にラルースとパシフィックとの契約に反したという正式な書類も存在していると報じられたほか、デレトラズと彼の夫人がぜいたくな暮らしをしていることは広く知られているにも拘らず、チームには入金が無いなど、金銭的な問題で彼をよく思わないレースチームオーナーがヨーロッパに多く存在し、「失踪した」「音信不通」というような悪い評判が立つこともあった。
F1では1996年からポールポジションのタイムから107%以内のタイムでなければ決勝を走れない「107%ルール」が設けられた。これはデレトラズや、同じくパシフィックから出走したジョバンニ・ラバッジのような遅いドライバーが危険だとして設けられたルールであり、欧州のF1ファンはこれを「デレトラズ・ルール」と称した。

### スポーツカーレース
1995年以後はBPRグローバルGTシリーズや、FIA GT選手権などスポーツカーレースに参戦。2002年はBMSスクーデリア・イタリアからフェラーリ・550マラネロで参戦した。2007年までル・マン24時間レースへも参戦を続け、2001年と2002年にはレイナード・2KQ・フォルクスワーゲン・ターボでLMP675クラス優勝チームの一員となっている。
2020年代ではモナコで行われるヒストリックF1レースに出場し、ヘスケス・レーシングのF1マシンなどをドライブしている。

## レース戦績
- 1984年 - フランス・フォーミュラ・フォード1600
- 1985年 - フランス・フォーミュラ・フォード1600 ランキング3位 (Rondeau FF85 フォード)
- 1986年 - フランスF3選手権（POC Racing / Swica 386 アルファロメオ & KTR ラルト・RT30 フォルクスワーゲン）
- 1987年 - フランスF3選手権 ランキング14位（KTR ラルト・RT31 フォルクスワーゲン）
- 1988年 - WSPC スポット参戦（Swiss Team Salamin ポルシェ・962C）

### ドイツ・フォーミュラ3選手権
| 年     | エントラント | シャシー     | エンジン | クラス | 1   | 2   | 3   | 4   | 5   | 6   | 7       | 8   | 9   | 順位 | ポイント |
| ------ | ------------ | ------------ | -------- | ------ | --- | --- | --- | --- | --- | --- | ------- | --- | --- | ---- | -------- |
| 1987年 | KTR          | ラルト・RT31 | VW       | A      | NÜR | AVU | ZOL | HOC | ÖST | SIE | NÜR Ret | NÜR | ZOL | NC   | 0        |

### 国際F3000選手権
| 年     | チーム                   | シャシー        | エンジン        | 1       | 2       | 3       | 4       | 5       | 6       | 7      | 8       | 9       | 10    | 11      | 順位 | ポイント |
| ------ | ------------------------ | --------------- | --------------- | ------- | ------- | ------- | ------- | ------- | ------- | ------ | ------- | ------- | ----- | ------- | ---- | -------- |
| 1988年 | スポーツオートレーシング | ローラ・T88/50  | コスワース・DFV | JER 9   | VLL DNQ | PAU Ret | SIL DNQ | MNZ Ret | PER DNQ | BRH    | BIR 10  |         |       |         | 13位 | 8        |
| 1988年 | GDBAモータースポーツ     | ローラ・T88/50  | コスワース・DFV |         |         |         |         |         |         |        |         | BUG 3   | ZOL 3 | DIJ Ret | 13位 | 8        |
| 1989年 | ファースト・レーシング   | マーチ・89B     | コスワース・DFV | SIL 14  | VLL Ret | PAU Ret |         |         |         |        |         |         |       |         | NC   | 0        |
| 1989年 | ファースト・レーシング   | レイナード・89D | コスワース・DFV |         |         |         | JER 15  | PER Ret | BRH DSQ | BIR 12 | SPA DNQ | BUG Ret | DIJ 9 |         | NC   | 0        |
| 1990年 | ファースト・レーシング   | レイナード・90D | コスワース・DFV | DON 7   | SIL DNQ | PAU Ret | JER DNQ | MNZ Ret | PER     | HOC    | BRH     | BIR     | BUG   | NOG     | NC   | 0        |
| 1991年 | ファースト・レーシング   | レイナード・91D | コスワース・DFV | VLL DNS | PAU DNQ | JER Ret | MUG     | PER     | HOC     | BRH    | SPA     | BUG     | NOG   |         | NC   | 0        |

### F1世界選手権
(key)
| 年     | チーム       | シャシー | エンジン                  | 1   | 2   | 3   | 4   | 5   | 6   | 7   | 8   | 9   | 10  | 11  | 12  | 13      | 14     | 15  | 16      | 17  | WDC | ポイント |
| ------ | ------------ | -------- | ------------------------- | --- | --- | --- | --- | --- | --- | --- | --- | --- | --- | --- | --- | ------- | ------ | --- | ------- | --- | --- | -------- |
| 1994年 | ラルース     | LH94     | フォード・HB VIII 3.5L V8 | BRA | PAC | SMR | MON | ESP | CAN | FRA | GBR | GER | HUN | BEL | ITA | POR     | EUR    | JPN | AUS Ret |     | NC  | 0        |
| 1995年 | パシフィック | PR02     | フォード・ED V8           | BRA | ARG | SMR | ESP | MON | CAN | FRA | GBR | GER | HUN | BEL | ITA | POR Ret | EUR 15 | PAC | JPN     | AUS | NC  | 0        |